# Stefanie Enzinger
Stefanie Enzinger (Mittersill, 20 novembre 1989) è una calciatrice austriaca, attaccante dello St. Pölten e della nazionale austriaca.

## Palmarès

### Nazionale
- Cyprus Cup: 1

2016